# Таматія біловола
Таматія біловола (Malacoptila striata) — вид дятлоподібних птахів родини лінивкових (Bucconidae).

## Поширення
Ендемік Бразилії. Поширений на південному сході та сході країни, головним чином у штатах Мараньян, Баїя, Мінас-Жерайс та Санта-Катаріна. Природним середовищем існування є вологі ліси та гірські ліси .

## Опис
Птах завдовжки до 20 см. Верхня частина тіла, голова та горло темно-коричневі з прожилками вохристого кольору та білястим плямою у формі коми на підборідді. На верхній частині грудей є біла смуга, ще одна чорна знизу і ще одна помаранчево-вохриста знизу. Решта нижньої частини сірувато-коричневі.

## Спосіб життя
Птах полює великих комах, павуків, маленьких жаб і ящірок. Гніздиться в норі завдовжки до 50 см, яку викопує у піщаних ярах. Гніздова камера вкрита сухим листям. Самиця відкладає 2, рідше 3, яскраво-білих яєць. Обидві статі висиджують яйця і годують молодняк.

## Підвиди
- Malacoptila striata minor Sassi, 1911 : Мараньян
- Malacoptila striata striata (Spix, 1824) : атлантичний ліс